# Romain Rolland
Romain Rolland [rolan] (29. ledna 1866, Clamecy – 30. prosince 1944, Vézelay) byl francouzský prozaik, dramatik, hudební historik a literární kritik, nositel Nobelovy ceny za literaturu z roku 1915.

## Život
Romain Rolland se narodil roku 1866 v burgundském městečku Clamecy v rodině notáře. Protože již v chlapeckém věku projevoval veliké nadání, rozhodla se roku 1880 jeho rodina (zvláště na nátlak matky) přestěhovat do Paříže, aby mohl získat co nejlepší vzdělání. Nejprve studoval na Lyceu Ludvíka Velikého. V roce 1886 se mu napotřetí podařilo udělat přijímací zkoušky na elitní školu École normale supérieure, kde až do roku 1889 studoval historii, zeměpis, filosofii a literaturu.
Pak pokračoval ve studiu dva roky v Římě na École française de Rome, kde sbíral materiál pro svou dizertaci o počátcích opery v Evropě. Práce vyšla tiskem v roce 1895. V Římě se spřátelil s Malwidou von Meysenbug (1816–1903), která ho orientovala na německou hudbu, jíž se později zabýval celý život. V Římě pak Rolland pobýval ještě v letech 1882–1893 a byl zde literárně činný. Po návratu do Paříže učil dějiny umění na Lyceu Jindřicha IV. Od roku 1895 byl profesorem dějin umění na École normale supérieure. Roku 1904 prošla škola reformou a jedna její část byla integrována do Sorbonny. Rolland zde jako docent přednášel dějiny hudby. Současně byl hudebním kritikem; roku 1899 se stal hudebním referentem La Revue de Paris, v roce 1901 spoluzakládal Revue d´Histoire et de Critique Musicale a psal muzikologické monografie. Od roku 1912 přestal učit a věnoval se výhradně umělecké činnosti.
V roce 1904 začal Rolland pracovat na svém stěžejním díle, románu Jan Kryštof, který vyšel roku 1914 a za který byl oceněn roku 1915 Nobelovou cenou „… jako projev vysoké pocty za vznešený idealismus jeho literárních prací a za sympatii a lásku k pravdě, s nimiž líčil různé typy lidí“ (citace z odůvodnění Švédské akademie). Finanční částku s cenou spojenou ale Rolland z větší části věnoval na zmírnění útrap lidí postižených první světovou válkou. Své humanistické a pacifistické názory Rolland projevoval jednak prací na nově vzniklém Červeném kříži, jednak ovlivňováním veřejného mínění četnými esejemi z oblasti politiky, filozofie, divadla a hudby. Velice rychle se tak stal jedním z nejsilnějších duchů kulturní Evropy své doby.
Dlouholetá práce na Janu Kryštofovi Rollanda natolik svazovala, že po dokončení díla toužil napsat něco méně rozsáhlého . Sám o tom píše: „Je to reakce proti desítiletí nevolnosti v brnění Jana Kryštofa, které sice bylo děláno na mou míru. ale nakonec mi bylo příliš těsné. Cítil jsem nepřekonatelnou touhu po volné galské veselosti, až bezohlednosti.“ Výsledkem této touhy byl román Colas Breugnon roku 1919, který u nás díky překladu Jaroslava Zaorálka zdomácněl pod názvem Dobrý člověk ještě žije. Román se odehrává v Rollandově rodném Burgundsku a jde zřejmě o jeho nejčtenější a nejoblíbenější dílo. Kromě toho v této době napsal ještě další dvě méně rozsáhlé práce – novelu Petr a Lucie (1920) a román Clerambault (1920).
Od roku 1922 do roku 1933 Rolland pracoval na svém druhém rozsáhlém románu s názvem Okouzlená duše, a stal se tak známou postavou světové kultury, že po okupaci Francie hitlerovským Německem se nacisté neodvážili Rollanda zatknout, aby nezpůsobili světovou vlnu nevole. A to přesto, že Rolland propagoval Sovětský svaz a jeho socialistickou formu vlády, kritizoval fašismus a jeho představitele i Mnichovskou dohodu z roku 1938. Po uzavření Molotovova–Ribbentropova paktu v roce 1939 zaujal kritický postoj i ke Stalinovi.
Kromě prozaických prací je Rolland autorem celé řady životopisů významných světových osobností (např. Beethoven, Michelangelo nebo Lev Nikolajevič Tolstoj) a také mnoha divadelních her určených pro tzv. lidové divadlo. V tvorbě divadla pro nejširší lidové vrstvy, které by jim zprostředkovalo hluboké mravní ideály, viděl Rolland možnost povznesení lidstva.
Rolland byl dvakrát ženatý. Roku 1892 si vzal dceru archeologa Michela Bréala. Manželství zůstalo bezdětné a v roce 1901 bylo rozvedeno. Druhou Rollandovou manželkou byla od roku 1934 překladatelka jeho knih Marie Pavlovna Kudaševa. Romain Rolland zemřel roku 1944 v Burgundsku, ve městečku Vézelay poblíž svého rodiště.
Byl vegetarián, blízce se přátelil s Gándhím, o kterém také napsal knihu. Velmi se zajímal o indickou filosofii, zejména o mystickou školu védánta.

## Dílo

### Romány a novely
- Jean-Christophe (1904–1912, Jan Kryštof), románový cyklus (tzv. román-řeka), koncipovaný jako symfonie o osudech nadaného hudebního skladatele německého původu v období mezi Pařížskou komunou a první světovou válkou.
- Colas Breugnon (1919, česky jako Dobrý člověk ještě žije), svérázný kratší historický román, který se odehrává za vlády Ludvíka XIII. v autorově rodném Burgundsku. Jeho ústřední postavou je prostý člověk, stárnoucí truhlář a řezbář Colas Breugnon, který miluje svou práci, dobré jídlo a pití, rád si zažertuje s pěknou ženou, zároveň však dokáže bránit život a svobodu proti jejich nepřátelům. Colas prožije tragický rok; zemře mu žena, vyhoří a přijde o většinu svých uměleckých prací, nakazí se morem a nakonec si zlomí nohu. Přesto stále miluje po galsku život a také jej učí milovat ostatní. Svou snahou být prospěšný svému okolí dokládá, že skutečně „dobrý člověk ještě žije“. Colas má dar barvité fantazie a živého slova, jeho vyprávění je proloženo výrazy burgundského kraje, mnoha příslovími a pořekadly. Všechny příběhy v knize čerpají ze života prostých lidí, oslavují jejich důvtip, tvořivost a smysl pro humor, jsou přehlídkou francouzského folklóru. Román je knihou radosti a životního optimismu všemu navzdory.
- Pierre et Luce (1920, Petr a Lucie), milostná novela, jemně kreslený příběh tragické lásky mladých milenců zahalený stínem válečného utrpení a hrůzy první světové války. Oba mladí lidé žili svou bezmeznou láskou a svými romantickými sny a ve velikonočním týdnu se měli zcela oddat jeden druhému. Zatím je však při varhanním koncertu na velký pátek v chrámu Saint-Gervais při bombardování pohřbil mohutný padající pilíř.
- Clerambault, histoire d'une conscience libre pendant la guerre (1920, Clerambault, historie svobodného svědomí za války), román, ve kterém Rolland vyjádřil myšlenku, že vina na válečném konfliktu první světové války nebyla jen na nepříteli (na Německu), ale i na francouzské straně.
- L'âme enchantée (1922–1933, Okouzlená duše), druhý autorův rozsáhlý románový cyklus, jehož jednotlivé části se jmenují Annette et Sylvie (1922, Anneta a Sylvie), L'Été (1924, Léto), Mère et fils (1927 Matka a syn) a L'Annonciatrice (1933, Zvěstovatelka). Román zrcadlí historický vývoj francouzské a evropské společnosti na počátku 20. století a v době nástupu fašismu v Itálii. Jeho hrdinkou je dcera ze zámožné měšťanské rodiny, která pohrdne pohodlnou existencí a trpce a bolestně si vybojovává proti společenským konvencím své právo na nezávislý vlastní osud a lásku. Její syn, kterého neprovdána vychovává, dospívá již k myšlence boje za sociální spravedlnost, stává se vyznavačem Říjnové revoluce a socialismu v Rusku a umírá jako oběť italského fašismu. Anneta dále pokračuje v jeho boji a na konci života se zamýšlí a zjišťuje, že nežila nadarmo.

### Divadelní hry
- Orsino (1890),
- Les baglioni (1891, Baglioniové),
- Caligula (1893),
- Le Siège de Mantoue (1894, Obléhání Mantovy),
- Jeanne de Piennes (1896),
- Les tragédies de la foi (1903, Tragédie víry), dramatická trilogie, ve které Rolland ukázal na třech příkladech obrozující sílu víry (na víře náboženské, vlastenecké a revolucionářské). Trilogie se skládá z těchto částí:
  - Saint Luis (1897, Svatý Ludvík),
  - Aërt (1898, Aertes),
  - Le Triomphe de la raison (1899, Vítězství rozumu).
- Le Théâtre de la Révolution (1903, Divadlo revoluce), cyklus divadelních her, týkajících se Velké francouzské revoluce, označovaný za Íliadu francouzského národa. Cyklus vznikl nejprve jako dramatická trilogie her Vlci, Danton a Čtrnáctý červenec a své jméno dostal roku 1909. Rolland jej založil na svém teoretickém spise Divadlo lidu a postupně k němu připojoval další divadelní hry. Do cyklu je rovněž zařazena hra Vítězství rozumu.
  - Les Loups (1898, Vlci), první Rollandova uvedená divadelní hra,
  - Le Triomphe de la raison (1899, Vítězství rozumu),
  - Danton (1900),
  - Le quatorze jullet (1902, Čtrnáctý červenec),
  - Le Jeu de l'amour et de la mort (1924, Hra o lásce a smrti),
  - Pâques fleuries (1926, Květná neděle), prolog k cyklu
  - Les Léonidés (1929, Leonidy), epilog cyklu,
  - Robespierre (1939).
- Le temps viendra (1903, Přijde čas),
- La Montespan (1904, Montespanová),
- Les Trois amoureuses (1906, Tři zamilované),
- Empédocle (1918, Empedokles)
- Liluli (1919), dramatická protiválečná groteska.

### Životopisy, eseje a ostatní
- Empédocle d'Agrigente (1890, Empedokles z Akragantu), esej, popis doby a filozofie předsokratovského lékaře, básníka a zakladatele rétoriky.
- Histoire de l'opéra avant Lully et Scarlatti (1895, Dějiny opery v Evropě před Lullym a Scarlattim), první Rollandova publikovaná kniha, jež byla předložena jako disertační práce a odměněna cenou Akademie. Autor v ní objasňuje, jak se na italské půdě vyvinul na základě již existujících hudebních forem nový scénický útvar, spojující hudbu, zpěv a popřípadě i tanec v jednotný umělecký počin, který se stal základem dnešní opery.
- François-Millet (1902), monografie francouzského malíře Jeana Françoise Milleta,
- Le Théâtre du peuple (1903, Divadlo lidu), teoretická práce,
- La Vie de Beethoven (1903, Život Beethovenův), monografie,
- La Vie de Michel-Ange (1906, Život Michelangelův), monografie,
- Musiciens d'autrefois (1908, Hudebníci minulosti), studie o vzniku opery, o uvedení první opery v Paříži, o lidském i uměleckém profilu Jeana-Baptisty Lullyho a o hudebních osobnostech jako byl Christoph Willibald Gluck, André Ernest Modeste Grétry nebo Wolfgang Amadeus Mozart.
- Musiciens d'aujourd'hui (1908, Hudebníci nedávné doby), duchaplné a podnětné úvahy o skladatelích Hectoru Berliozovi, Camillovi Saint-Saënsovi, Richardu Straussovi a dalších, o Wagnerových operách Siegfried a Tristan a Isolda, o Debussyho Pelleovi a Melisandě i o hudebním životě Francie po roce 1870.
- Haendel (1910, Händel), monografie německého hudebního skladatele Georga Friedricha Händela). Rolland sugestivně líčí Händelův boj s nezájmem obecenstva a konečné vítězství jeho oratorií, zvláště Judy Makabejského.
- La Vie de Tolstoï (1911, Život Tolstého), monografie,
- Au-dessus de la Męlée (1915, Nad vřavou), soubor protiválečných článků,
- Inde (1915–1943, Indie), deníková kniha zachycující Rollandovy styky s představiteli obrozující se Indie (zejména s Rabíndranáthem Thákurem a Mahátmou Gándhím),
- Voyage musical aux pays du passé (1919, Hudebníkova cesta do minulosti), řada studií o hudbě a hudebnících 18. století.
- La Révolte des machines (1921, Vzpoura strojů), filmový scénář,
- Mahatma Gandhi (1924, monografie Mahátmy Gándhího,
- Les Aimés du Beethoven (1927, Beethoven a ženy), studie sleduje Beethovenova, setkání se ženami, jeho mnohá, avšak marná milostná vzplanutí a vítězství jeho mohutné tvůrčí energie nad neustálým zklamáním v intimním životě.
- Beethoven. Les grandes époques créatrices (1928–1945, Beethoven. Velká tvůrčí období), rozsáhlá pětidílná monografie o životě geniálního německého skladatele Ludwiga van Beethovena, v níž autor uložil výsledky svého celoživotního bádání a zkušeností. Nejde mu v ní o zachycení všech dostupných podrobností o životě a díle velkého skladatele, ale o postižení jeho tvůrčí i lidské velikosti v životních okamžicích a dílech zvlášť významných a typických.
- Essai sur la mystique et l'action de l'Inde vivante (1929–1930, Mystický a činný život dnešní Indie), skládá se ze dvou monografií:
  - La Vie de Ramakrishna (1929, Život Ramakrišnův),
  - La Vie de Vivekananda et l'Évangile universel (1930, Vivekanda a jeho univerzální evangelium).
- Goethe et Beethoven (1930, Goethe a Beethoven),
- Quinze ans de combat (1935, Patnáct let bojů), výbor z článků a korespondence (česky jako Sbohem minulosti),
- Comment empécher la guerre (1936, Zabraňte válce),
- Compagnos de route (1936, Společníci cesty), česky jako Cesta k pravdě, soubor esejí
- Le Voyage intérieur (1942, Cesta do hlubin nitra),
- Charles Péguy (1945), posmrtně vydaná monografie francouzského básníka a esejisty,
- Mémoires (1956, česky jako Paměti a vzpomínky), posmrtně vydané Rollandovy paměti,
- Journal 1915–1943 (1960, Denik 1915–1943), posmrtně vydané záznamy z Rollandova deníku.

## Česká vydání
- Jan Kryštof, B. Kočí, Praha 1916–1922, překlad Jaroslava Vobrubová-Veselá a František Jelínek, vydání v deseti samostatných svazích.
- Život Michela Angela, B. Kočí, Praha 1917, překlad Marie Kalašová, v tomto překladu vydalo tuto monografii toto nakladatelství ještě roku 1922 a dále nakladatelství Kvasnička a Hampl roku 1932.
- Život Beethovenův, B. Kočí, Praha 1919, překlad Marie Kalašová, v tomto překladu vydalo tuto monografii toto nakladatelství ještě roku 1922 a dále nakladatelství Alois Srdce roku 1930.
- Vlci, Zátiší – B. M. Klika, Praha 1921, překlad Petr Křička.
- Život L. N. Tolstého, B. Kočí], Praha 1922, překlad Marie Kalašová, v tomto překladu vydalo tuto monografii ještě nakladatelství Kvasnička a Hampl roku 1932.
- Dobrý člověk ještě žije, Rudolf Škeřík Praha 1924, překlad Jaroslav Zaorálek, v tomto překladu vydalo tento román toto nakladatelství ještě roku 1929, 1936, 1946 a 1947, nakladatelství Československý spisovatel roku 1951, SNKLHU roku 1954, Mladá fronta roku 1963, Lidové nakladatelství roku 1970 a 1971, Odeon roku 1973 a 1978, nakladatelství Amosium servis v Karviné roku 1997, Levné knihy KMa roku 2000 a Pavel Dobrovský roku 2015..
- Petr a Lucie, Rudolf Škeřík Praha 1925, překlad Jaroslav Zaorálek, v tomto překladu vydalo tuto novelu toto nakladatelství ještě roku 1936 a roku 1946, nakladatelství Družstevní práce roku 1950, nakladatelství Svoboda roku 1951, SNKLHU roku 1955, 1960 a 1964, SNDK roku 1968, Odeon roku 1970, Albatros roku 1975, Melantrich roku 1984, Práce roku 1985, nakladatelství Amosium servis v Karviné roku 1997 a 1998, Český klub roku 2000 a Pavel Dobrovský roku 2015.
- Clerambault, Alois Srdce, Praha 1925, překlad Josefa Hrdinová.
- Hra o lásce a smrti, Kvasnička a Hampl, Praha 1926, překlad Petr Křička, v tomto překladu vydalo tuto divadelní hru toto nakladatelství ještě toku 1949 a dále ČLDJ roku 1957.
- Nad vřavou válečnou, B. Kočí, Praha 1926, překlad František Jelínek.
- Händel, Družstevní práce, Praha 1927, překlad Stanislav Hanuš, v tomto překladu vyšla kniha ještě roku 1959 v SNKLHU.
- Okouzlená duše, Rudolf Škeřík, Praha 1928, překlad Josefa Hrdinová, první čtyři knihy (další v té době ještě nevyšly).
- Jan Kryštof, Kvasnička a Hampl, Praha 1928–1929, překlad Josef Kopal, vydání v deseti samostatných svazích.
- Hudebníci minulosti, Aventinum, Praha 1929, překlad O. Půlpán.
- Hudebníci přítomnosti, Otakar Štorch-Marien, Praha 1930, překlad O.T. Kunstovný, v tomto překladu vydalo tuto knihu pod názvem Hudebníci nedávné doby ještě Státní hudební nakladatelství roku 1963.
- Mystický a činný život dnešní Indie, Rudolf Škeřík Praha 1931, překlad Jaroslav Zaorálek, v tomto překladu vydalo tuto knihu ještě nakladatelství Eminent roku 1995.
- Zemři a buď, Alois Synek, Praha 1932, překlad Jaroslav Jan Paulík.
- Mahátmá Gándhí, Kvasnička a Hampl, Praha 1932, překlad Eduard Čapek.
- Beethoven. Velká tvůrčí období. 1 – Od Eroiky k Appassionatě, Družstevní práce, Praha 1932, překlad Stanislav Hanuš, v tomto překladu vyšla kniha ještě roku 1957 v SNKLHU a roku 1966 ve Státním hudebním nakladatelství.
- Goethe a Beethoven, Rudolf Škeřík, Praha 1933, překlad Josefa Hrdinová.
- Okouzlená duše, Rudolf Škeřík, Praha 1934, překlad Josefa Hrdinová a Jaroslav Zaorálek, pátá kniha.
- Jan Kryštof, Kvasnička a Hampl, Praha 1935, překlad Josef Kopal, vydání ve čtyřech dílech. V tomto překladu a uspořádání vydalo román toto nakladatelství ještě toku 1948 a dále nakladatelství Dílo roku 1949 a SNKLHU roku 1957.
- Sbohem minulosti, J. Fromek, Praha 1935, překlad Jaroslav Zaorálek.
- Zabraňte válce, Pavel Prokop, Praha 1936, překlad Miloslav Jirda.
- Leonidy, Nakladatelské družstvo Máje, Praha 1937, překlad Eduard Čapek.
- Čtrnáctý červenec, Karel Voleský, Praha 1945, překlad Karel Kraus, v tomto překladu vyšla tato divadelní hra ještě roku 1954 ve svazku Revoluční dramata vydaném v SNKLHU.
- Dětství Jana Kryštofa, Svoboda, Praha 1946, překlad Jarmila Sychrová, vydání části románu pro děti.
- Beethoven a peníze, František Popelka, Polička 1946, číslovaná bibliofilie.
- Hudebníkova cesta do minulosti, F. Košek, Praha 1946, překlad Zdeněk Bláha-Mikeš, v tomto překladu vydalo tuto knihu ještě Státní hudební nakladatelství roku 1962.
- Divadlo lidu, Ústav pro učebné pomůcky průmyslových a odborných škol, Praha 1946, překlad Jan Kopecký a Karel Kraus.
- Dopisy, K. Marel, Praha 1946, překlad Zdeněk Lorenc.
- Cesta do hlubin nitra, Rudolf Škeřík, Praha 1946, překlad Jarmila Votrubová-Koutecká.
- Věčný Shakespeare, Rudolf Škeřík, Praha 1947, překlad Jarmila Votrubová-Koutecká.
- Michelangelo Buonarroti, Rudolf Škeřík, Praha 1947, překlad Dagmar Malá.
- Empedokles z Akragantu, Rudolf Škeřík, Praha 1947, překlad Arnošt Bareš.
- Liluly, Rudolf Škeřík, Praha 1948, překlad N. Neumannová a J. Kopecký.
- Cesta k pravdě, Družstvo Dílo, Praha 1948, překlad Valter Feldstein.
- Montespanová České divadelní a literární jednatelství, Praha 195x (přesný rok nezjištěn), překlad Antonín Bernášek.
- Okouzlená duše, Československý spisovatel, Praha 1950, překlad Josefa Hrdinová a Jaroslav Zaorálek, v tomto překladu vydalo tento román ještě SNKLHU roku 1954 a 1956, nakladatelství Odeon roku 1974 a nakladatelství Svoboda roku 1978.
- Jan Kryštof, SNKLHU, Praha 1953, překlad Nina Neklanová, Eva Ruxová a Anna Kučerová, čtyři díly.
- Revoluční dramata, SNKLHU, Praha 1954, obsahuje divadelní hry Čtrnáctý červenec v překladu Karla Krause a Danton, Vlci a Robespierre v překladu Niny Neklanové.
- Život Beethovenův, SNKLHU, Praha 1954, překlad Pavel Eisner, v tomto překladu vydalo tuto monografii toto nakladatelství ještě roku 1956.
  - Tento překlad byl v roce 2020 zpracován v Českém rozhlasu jako pětidílná četba na pokračování. Připravila: Alena Heroutová, v režii Martiny Schlegelové četl Pavel Oubram.[3]
- Jean François Millet, SNKLHU, Praha 1956, překlad Luděk Kult.
- Goethe a Beethoven, Beethoven a ženy, SNKLHU, Praha 1956, překlad Pavel Eisner a Karel Kraus.
- Život Beethovenův, Život Michelangelův, Život Tolstého, SNKLHU, Praha 1957, překlad Anna Kučerová a Nina Neklanová.
- Beethoven. Velká tvůrčí období. 2 – Zpěv vzříšení, SNKLHU, Praha 1958, překlad Otto Albert Tichý, v tomto překladu vyšla kniha ještě roku 1966 ve Státním hudebním nakladatelství.
- Hudebníci minulosti, SNKLHU, Praha 1959, překlad Luděk Kult.
- Beethoven. Velká tvůrčí období. 3 – Nedokončená katedrála – Devátá symfonie, SNKLHU, Praha 1959, překlad Josef Balcar.
- Paměti a vzpomínky, SNKLHU, Praha 1960, překlad Otakar Novák.
- Beethoven. Velká tvůrčí období. 4 – Nedokončená katedrála – Poslední kvartety, SNKLHU, Praha 1960, překlad Otto Albert Tichý.
- Beethoven. Velká tvůrčí období. 5 – Nedokončená katedrála – Finita comoedia, SNKLHU, Praha 1961, překlad Karel Kraus.
- Přijde čas, DILIA, Praha 1963, překlad Karel Neubauer.
- Umění a čin, Československý spisovatel, Praha 1963, kolektiv překladatelů, výbor z díla uměleckoteoretického a muzikologického.
- Hra o lásce a smrti, DILIA, Praha 1964, překlad Ida de Vries.
- Vlci, DILIA Praha 1966, překlad Milena a Josef Tomáškovi.
- Dějiny opery v Evropě před Lullym a Scarlattim, Supraphon, Praha 1968, překlad Josef Kostohryz.
- Vzpoura strojů aneb Myšlenka zbavená pout, časopis Světová literatura, Odeon
- Amore Pace, Supraphon, Praha 1980, překlad P. Sommer, výběr autobiografické literatury a korespondence.
- Empedokles z Akragantu, Supraphon, Praha 1986, překlad Zuzana Barochová.